# プースケ
プースケ（1985年3月1日 - 2011年12月5日）は、雑種の雄犬。

## 概要
栃木県さくら市内の一般家庭で生活し2010年12月に世界最長寿の存命犬となった。
2011年12月5日午後1時30分頃､家族が見守る中静かに息を引き取った。死因は老衰。満26歳で人間の年齢に換算すると125歳である。
プースケは2010年12月 - 2011年12月の間の存命犬の最高齢としてギネスブック（ギネスワールドレコーズ社）に認定されており、ギネスブックによる犬の史上最長寿記録はボビ（1992年5月11日 - 2023年10月21日）である。プースケは世界歴代10位となる。なお、確認される限りでは昭和生まれの最後の生き残りの犬でもある。